# Ponte dell'Alamillo
Il ponte di Alamillo è un ponte strallato di Siviglia (Spagna) che scavalca il fiume Guadalquivir, progettato da Santiago Calatrava e terminato nel 1992.

## Descrizione
Fu realizzato in occasione dell'Expo 92, per permettere di raggiungere l'isola de La Cartuja, dove aveva luogo l'esposizione.

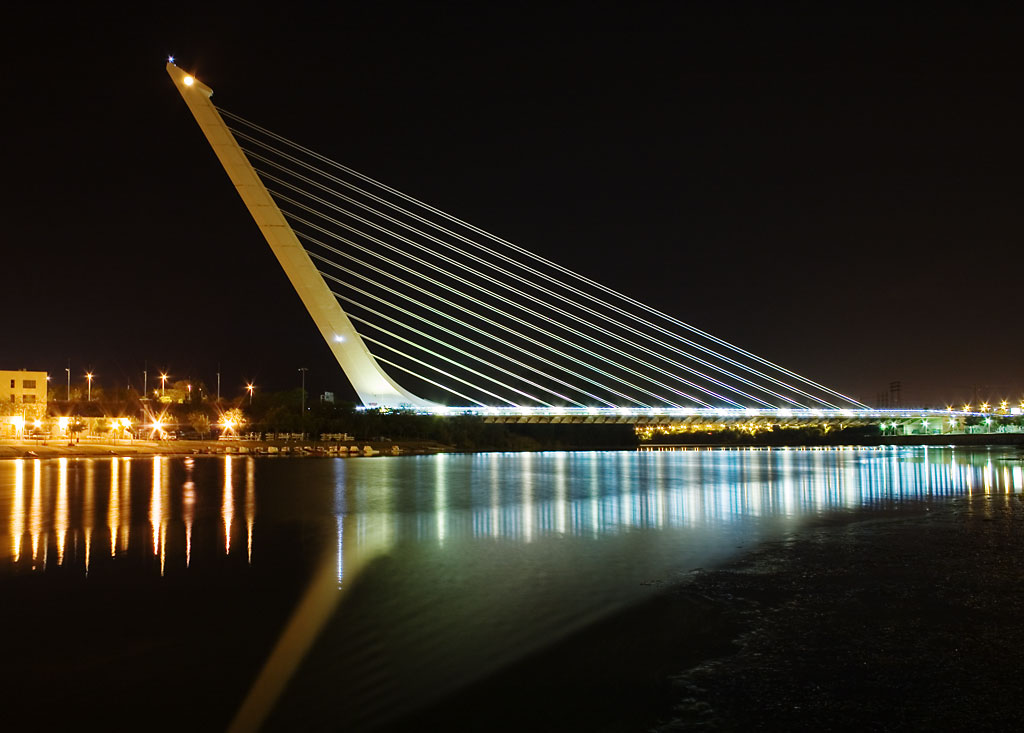
Ponte dell'Alamillo di notte

È un ponte ad un unico pilone, che agisce da contrappeso per i 200 m di struttura, sospesa per mezzo di tredici grossi tiranti. L'idea originale era di costruire due ponti simmetrici su entrambi i lati dell'isola, comunque il particolare design del ponte è di per sé molto d'impatto. Ponti con una struttura simile sono il Sundial Bridge a Turtle Bay, presso Redding (California), il Samuel Beckett Bridge a Dublino e il Ponte San Francesco di Paola a Cosenza sempre di Calatrava, terminati rispettivamente nel 2004, nel 2009 e nel 2018.